# Giuseppe Carrieri
Giuseppe Francesco Maria Carrieri (San Pietro in Guarano, 25 settembre 1886 – Cosenza, 28 febbraio 1968) è stato un poeta, avvocato e giornalista italiano.

## Biografia
All'inizio della sua attività poetica collaborò alla rivista Poesia di Filippo Tommaso Marinetti, del quale divenne sodale, cantando con lui la guerra e la vittoria, anche se le sue composizioni futuriste per lo più avevano note di romanticismo. Dopo un lungo silenzio creativo, nel 1950 ritornò alla poesia con caratteristiche che per la malinconia espressa si avvicinano al decadentismo e al crepuscolarismo. 
La sua silloge di maggiore fortuna critica fu Aria d'ottobre, in cui egli parla anche dei caduti compianti dalla campana di Rovereto, della bandiera italiana («È il vessillo segnacolo di Patria, / passione che le ascese in luce fonde: / quella che d'un sol nome i cuori ammalia. / La luce che di vita ha il nome: «ITALIA»!») e dei suoi corregionali («Gente paziente della mia Calabria, // dove la fede è grano non mietuto, / dove la sera semina speranze, / per il novello giorno, / pur sulle amaritudini dei picchi»). Scrisse anche canzoni e curò delle antologie.
Fu tradotto all'estero e ottenne vari premi prestigiosi (fra cui il Matese, il Penna d'oro del Convivio letterario, il Città di Cosenza e il Città di Palermo). Tra i contatti internazionali da lui mantenuti si ricorda quello con il poeta armeno esule a Bari Hrand Nazariantz. Fu presidente dell'Accademia Cosentina, oltre che della Biblioteca civica di Cosenza. 
In riconoscimento dei suoi meriti, la piazza principale del suo paese natale è a lui intitolata.

## Opere
- Tepori e fiamme: odi barbare, La Vita Letteraria, Roma, 1907
- Fantasime, La fiorita, Teramo, 1909
- Perdute liriche, Vecchioni, L'Aquila, 1920
- Sonetti del Rosario, Rinascita artistica, Napoli, 1950
- Le canzoni del novilunio,  Rinascita artistica, Napoli, 1954
- Evanescenze, Rinascita artistica, Napoli, 1953
- Aria d'ottobre, Convivio letterario, Milano, 1957
- Già il dominio dell'erta, MIT, Cosenza, 1966